# Can Pau Filbà
Can Pau Filbà és una masia de Sant Pere de Vilamajor (Vallès Oriental) protegida com a Bé Cultural d'Interès Local.

## Descripció
Es tracta d'un edifici de dues plantes amb carener paral·lel a la façana principal. És de reduïdes dimensions, com correspon a l'època en què fou construït. Com a principals elements a destacar trobem la porta d'arc de mig punt rebaixat i unes finestres adovellades. També hi ha una excel·lent mostra d'era enrajolada, davant mateix de la façana principal.